# Pressing Line
Pressing Line s.r.l. è una società di produzioni discografiche italiana.

## Storia
Fondata e presieduta da Lucio Dalla nel 2001 in seguito alla chiusura della Pressing, storica etichetta discografica di cui Dalla era direttore artistico e dalla quale ha ereditato la struttura e lo staff. 

## Attività
Pressing Line si occupa anche di edizioni musicali, e oltre a curare le edizioni e le produzioni musicali di Lucio Dalla, è editrice di Samuele Bersani.